# Сегицци, Чечилия
Чечилия Сегицци (итал. Cecilia Seghizzi; 5 сентября 1908 — 22 ноября 2019) — итальянская неверифицированная долгожительница, композитор и музыкант.

## Биография
Чечилия Сегицци родилась в 1908 году в Гориции. Её отцом был Чезаре Аугусто Сегицци (19 января 1873 — 5 января 1933), один из популярных композиторов Италии того времени. Чечилия, вернувшись в Италию после ссылки в лагерь беженцев Вагна в Австрии во время Первой мировой войны, начала учиться игре на скрипке у Альфредо Лукарини и с отличием окончила консерваторию имени Дж. Верди в Милане. В свои тридцать она чередовала концерты и преподавание в средней и музыкальной школе. В это же время она начала посвящать себя сочинительству, завершив учёбу дипломом консерватории «Тартини» в Триесте под руководством Вито Леви. В свои пятьдесят она основала и управляла оркестром Gorizia polyphonic, с которым выиграла первый приз на национальном полифоническом конкурсе в Брешии.
До конца жизни жила в Гориции, Фриули-Венеция-Джулия.
В 2007 году награждена кавалерским крестом ордена «За заслуги перед Итальянской Республикой».

## Стиль
Её музыкальный каталог включает более 130 композиций, среди которых много хоровой музыки. Именно в хоровой музыке она больше всего использует звучность и драйвовые ритмы. Это похоже на Альфредо Казелла, Пауля Хиндемита и Джулио Вьоцци. Её очень консервативный стиль связан с неоклассицизмом и не имеет никаких следов инноваций, введённых музыкальным авангардом с 1930-х годов.

## Работы
- Sonata for Oboe and Piano (1963)
- By night flute, soprano and piano (1979)
- Concertino for horn and strings (1981)
- Divertimento for violin and piano (1982)
- Waltz for flute and piano (1984)